# استعادیه
اِستعادیه این اعتقاد است که مسیحیت در راستای آنچه در مورد کلیسای اولیه رسولان شناخته شده‌است، باید جستجو و بازسازی شود، مرمتگران آن را جستجوی شکل خالص تر و کهن تری از دین می‌دانند.